# Virados do Avesso
Virados do Avesso é um filme português e minissérie do género comédia romântica, realizado por Edgar Pêra. É protagonizado por Diogo Morgado e Jorge Corrula e conta com a participação do cantor angolano Anselmo Ralph. Estreou-se nos cinemas portugueses a 27 de novembro de 2014 e na RTP a 25 de dezembro de 2015.

## Elenco
- Diogo Morgado como João Salgado
- Jorge Corrula como Carlos Flores
- Marina Albuquerque como Catarina Salgado
- Nuno Melo como Ricardo
- Miguel Partidário como Joel
- Diana Monteiro como Isabel Amaro
- Nicolau Breyner como médico
- Rui Melo como Rui
- Melânia Gomes como Carla
- Rui Unas como Alcides

† Actor falecido

## Produção
Virados do Avesso trata-se de uma comédia popular de Edgar Pêra, realizador de "O Barão", "Movimentos Perpétuos", "A Janela (Maryalva Mix)" e "Lisbon Revisited", entre outros, com Diogo Morgado como protagonista. O filme contou com as participações especiais da apresentadora Bárbara Guimarães e do cantor Anselmo Ralph. O filme teve financiamento do Instituto do Cinema e Audiovisual, Cinecool, Cinemate e da NOS Audiovisuais.

## Minissérie
O filme foi dividido em três episódios de uma minissérie que viria a estrear na sexta-feira de 25 de dezembro de 2015 a partir das onze horas e quarenta minutos da noite. Todos os episódios foram transmitidos na RTP1, nesse mesmo dia.

### Episódios
| Episódios | Transmissão original   | Transmissão original   | Dia da semana | Audiências                                      |
| Episódios | Estreia de temp.       | Final de temp.         | Dia da semana | Audiências                                      |
| --------- | ---------------------- | ---------------------- | ------------- | ----------------------------------------------- |
| 3         | 25 de dezembro de 2015 | 25 de dezembro de 2015 | Sexta-feira   | 2,4% (rating) 10% (share) 228 000 (espetadores) |

## Receção

### Audiências
O filme teve a melhor estreia em cinema de uma produção portuguesa no ano de 2014. Apesar de não ser o mais visto do fim de semana de estreia (pois em primeiro lugar da bilheteira ficou o filme The Hunger Games: A Revolta - Parte 1), o filme teve um público de 28 962 pessoas, e tornou-se a longa-metragem portuguesa com mais espetadores nos primeiros quatro dias de exibição, passando o filme Sei Lá. Em apenas meia semana, Virados do Avesso foi também o sexto filme português mais visto do ano, tendo uma receita bruta no valor de 147 354,67 euros.
A sua transmissão na RTP1 encontrou uma audiência modesta. Os três episódios de Virados do Avesso foram apenas o vigésimo nono mais visto do dia, com 2,4% de rating, 10,0% share e 228 000 espetadores.

### Crítica
| Críticas profissionais | Críticas profissionais |
| Avaliações da crítica  | Avaliações da crítica  |
| Fonte                  | Avaliação              |
| ---------------------- | ---------------------- |
| Público                | 1 de 5 estrelas.       |
| C7nema                 | 2 de 5 estrelas.       |
| Dezanove               | 0 de 5 estrelas.       |
| Visão                  | (desfavorável)         |

No seio da crítica portuguesa, as opiniões relativamente a Virados do Avesso foram consistentemente desfavoráveis. Jorge Mourinha do Público destaca: «mais uma vez, isso: atores “da televisão” a interpretarem “à televisão” um guião “de televisão” (uma comédia de enganos [...]), uma acumulação de cenas curtas com punch line rebuscada no fim e bonecos caricaturados a um exagero que chega quase a ser ofensivo». Hugo Gomes do C7nema defende que: «Virados do Avesso é um filme, que apesar do esforço, não consegue incentivar o espetador a seguir uma narrativa mais preocupada nas referências culturais e sociais do que nomeadamente nas personagem. Aliás, estas, meras caricaturas estereotipadas movidas por overacting sobre overacting, que nem mesmo Diogo Morgado escapa. Contudo, a homossexualidade no novo filme de Edgar Pêra está longe de ser apresentado sob tabus, mas não evita de ser uma prolongada gag cartoonesca, com menos graça do que aquilo que se imaginava ou do que fora prometido».
Na publicação LGBT Dezanove, Luís Veríssimo argumenta: «O que era para ser uma comédia romântica, uma comédia de costumes, um filme popular, uma operação de marketing para alguns atores, intervenientes e para o próprio realizador, resultou totalmente ao lado. Quem vê o filme repara, por exemplo, que a ação é rápida, mas parece que a produção sofre do mesmo efeito. [...] A realização é atabalhoada, Edgar Pêra dá-nos um mau produto». Manuel Halpern da Visão critica particularmente «O argumento é muito mau, de um humor alarve, que não tem ponta por onde se lhe pegue».